# Coruyvo
Coruyvo är en ort i Mexiko.   Den ligger i kommunen Urique och delstaten Chihuahua, i den nordvästra delen av landet, 1 300 km nordväst om huvudstaden Mexico City. Coruyvo ligger 1 639 meter över havet och antalet invånare är 299.
Terrängen runt Coruyvo är huvudsakligen kuperad, men åt nordväst är den bergig. Runt Coruyvo är det glesbefolkat, med 8 invånare per kvadratkilometer. Coruyvo är det största samhället i trakten. Omgivningarna runt Coruyvo är i huvudsak ett öppet busklandskap.